# Södra Spårvägarnes Trafikaktiebolag
Södra Spårvägarnes Trafikaktiebolag (SST) var ett företag som från år 1892 skötte trafiken på spårvagnslinjerna på Södermalm i Stockholm åt det förlusttyngda Stockholms Södra Spårvägsaktiebolag (SSB). Genom ett besparingsprogram och taxeförändringar lyckades man få ekonomin på fötter. SSB kunde den 1 april 1900 återta trafiken. SST:s ditintills verkställande direktör J.M. Redtz fortsatte som ny chef för SSB.